# William Lipscomb

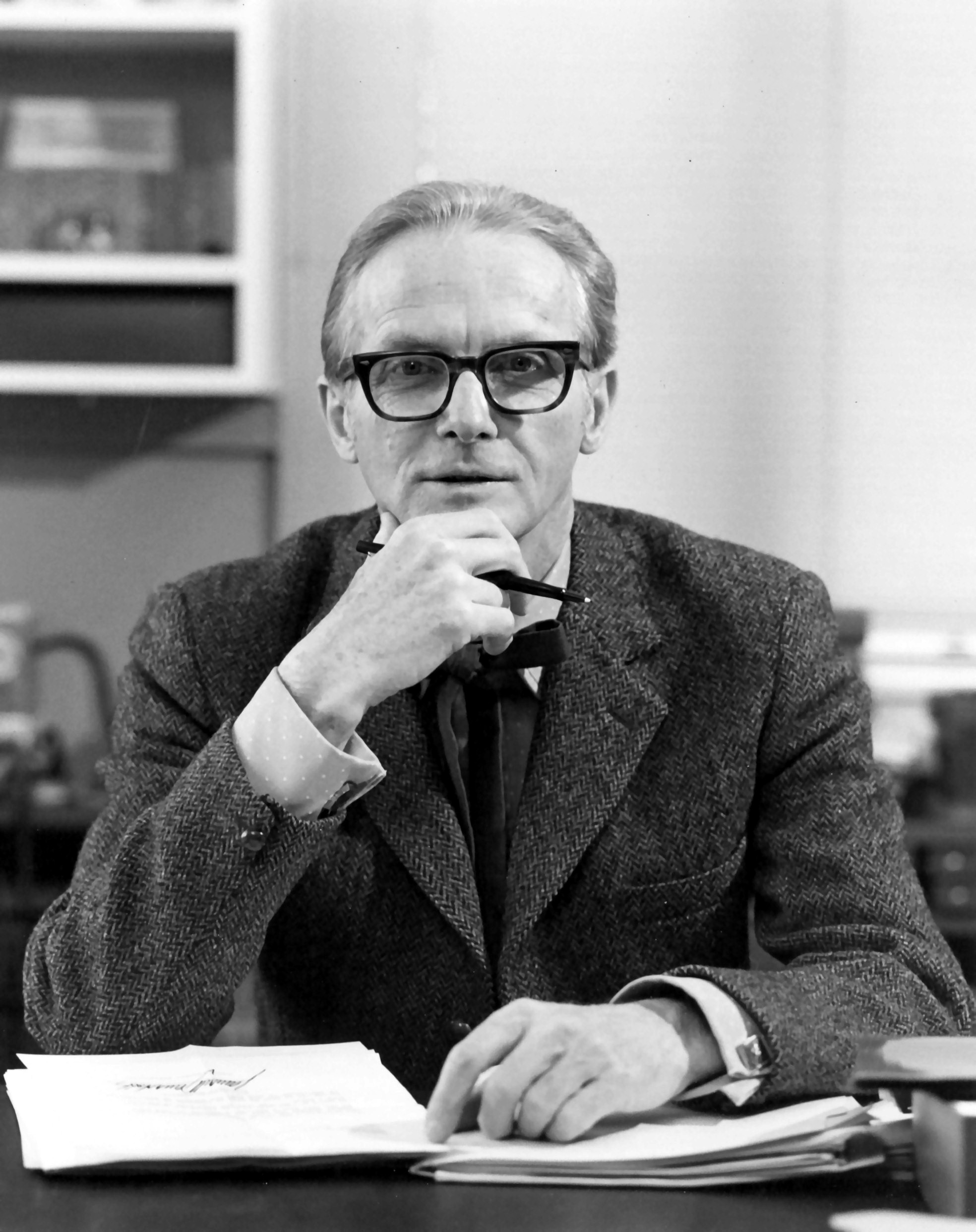
William N. Lipscomb (um 1980)

William Nunn Lipscomb (* 9. Dezember 1919 in Cleveland, Ohio; † 14. April 2011 in Cambridge, Massachusetts) war ein US-amerikanischer Chemiker.
Lipscomb studierte Chemie und zeitweise auch Physik an der University of Kentucky und dem California Institute of Technology. Er promovierte 1946 am CalTec bei Linus Pauling mit der Arbeit Part 1, Electron diffraction investigations of vanadium tetrachloride, dimethylketene dimer, tetrachloroethylene, and trichloroethylene; Part 2, The crystal structure of methylammonium chloride. Während des Studiums war er an Forschungs- und Entwicklungsarbeiten im militärischen Bereich beteiligt.
Nach Abschluss des Studiums lehrte er von 1946 bis 1959 an der University of Minnesota. Er war seit 1959 Professor an der Harvard University und arbeitete unter anderem auf dem Gebiet der Röntgenstrukturanalyse und der Kristallzüchtung. Für die Erforschung des stereochemischen Aufbaus und der theoretischen Erklärung der Borane erhielt er 1976 den Nobelpreis für Chemie. Er übertrug seine Ergebnisse auch auf verwandte Stoffgruppen wie die Carborane.
Später beschäftigte er sich mit dem strukturellen Aufbau und der Funktionsweise von Proteinen, auch mit Hilfe der Proteinkristallographie.
Neben anderen Ehrungen erhielt Lipscomb die Ehrendoktorwürde der Universität München. 1960 wurde er in die American Academy of Arts and Sciences gewählt, 1961 in die National Academy of Sciences.